# 凡鲻属
凡鲻属，為輻鰭魚綱鯔形目鯔科的其中一属。

## 下属物种
- 布氏凡鯔（Valamugil buchanani）：又稱平頭凡鯔。
- 長鰭凡鯔（Valamugil cunnesius）
- 嬌凡鯔(Valamugil delicata)
- 英氏凡鯔（Valamugil engeli）
- 台灣凡鯔（Valamugil formosae）
- 腋斑凡鯔（Valamugil robustus）
- 斯氏凡鯔（Valamugil speigleri）

## 擴展閱讀
維基物種上的相關：凡鲻属